# Одновимірна людина
«Одновимірна людина. Дослідження ідеології розвинутого індустріального суспільства» (англ. One-Dimensional Man, нім. Der eindimensionale Mensch) — книга фрейдомарксистського теоретика Герберта Маркузе, що відображала результат його тривалого дослідження сучасного йому суспільства. Є продовженням «Критичної теорії суспільства», що розроблялася Франкфуртською школою, до представників якої належав і Маркузе.
Вперше книга вийшла в 1964 в США а потім в 1967 також і в Західній Німеччині. Книга серйозно повпливала на ідейно-політичні установки руху нових лівих. На думку дослідника Маркузе Дугласа Келнера, «Одновимірна людина» — одна з найбільших праць 1960-тих років..

## Погляди викладені в книзі
- У сучасному суспільстві всі люди по суті однакові, оскільки підкоряються однаковим бажанням
- Суспільство називається вільним (мається на увазі ліберальне суспільство), водночас насправді панує завуальований неототалітаризм — суспільство масового споживання створило свої цінності, вплинуло на культуру і контролює кожного індивіда.
- Потреби сучасної людини фальшиві та нав'язані йому ззовні, що робить його рабом власних потреб.
- Для позитивної зміни суспільства людина має здійснити «Велику Відмову» — змінити напрям своїх потреб від експлуатації природи на користь гармонії з нею, звернувши свої бажання і почуття до високої духовності.

## Критика
- Деякі критики зауважують неясність і туманність «запропонованого» Маркузе методу для виходу з ситуації що склалася.[2]